# Dijkstra en Evenblij ter plekke
Dijkstra en Evenblij ter plekke is een radioprogramma van BNNVARA uitgezonden op NPO Radio 1. Het programma wordt gepresenteerd door Erik Dijkstra en Frank Evenblij en is ook naar hen vernoemd. Op 10 januari 2021 is de eerste aflevering uitgezonden. Het programma wordt op de zondagavond uitgezonden van 19:00 tot en met 21:00. Voorheen was dit tijdstip 20:00 tot en met 22:00.

## Opzet programma
Dijkstra en Evenblij ter plekke is een wekelijks nieuwsprogramma dat uitzend vanaf een opgebouwde studio in een gemeente die diezelfde week in het nieuws was. De grote nieuwsgebeurtenis is de aanleiding voor het kiezen van deze plek, de rest van de uitzending wordt hier omheen gebouwd. In het programma zitten enkele terugkerende grappen zoals de afsluitende grap waar Frank Evenblij aangeeft dat hij het ver rijden vond.

## Rubrieken
In het programma zijn een aantal terugkerende rubrieken. Sommige van deze rubrieken komen iedere uitzending terug en een gedeelte komt regelmatig terug.
- Literatuur voor bij of in het haardvuur
- Bureau sport retro
- Live muziek
- De kortste spreekbeurt
- Meer vrouw op straat met Els Knaapen
- Verhoorwagen
- De ode
- Er zijn nog kaarten
- Geheugen van met Rozemarijn Brus

Gestopte rubrieken
- Where am Mai met Mai Verbij. Deze rubriek kwam te vervallen nadat Mai aan de slag ging bij 3FM.
- Belronde. De reden van het wegvallen van deze rubriek is niet publiekelijk bekend.
- De Kortste Spreekbeurt met Paul Kaiser.[2]